# Тузлівська сільська територіальна громада
Тузлівська сільська територіальна громада — територіальна громада в Україні, у Білгород-Дністровському районі Одеської області. Населення громада складає 2872 осіб, адміністративний центр — село Тузли.

## Історія громади
Громада створена рішенням Одеської обласної ради від 7 серпня 2015 року в рамках адміністративно-територіальної реформи 2015—2020 років в результаті об'єднання Тузлівської і Безім'янської сільських рад.
Перші вибори відбулися 25 жовтня 2015 р.
В рамках адміністративно-територіальної реформи 2015—2020 років 17 липня 2020 року до громади приєднали село Базар'янка, яке належало до Базар'янської сільської ради.
15 липня 2025 року, відповідно до наказу №1151 Міністерства розвитку громад та територій України, територія громади входить до оновленого переліку територій бойових дій.  

## Склад громади
До складу громади входять 8 сіл:
- Базар'янка
- Безім'янка
- Весела Балка
- Веселе
- Лебедівка
- Новомихайлівка
- Садове
- Тузли

## Географія громади
Водоймища на території громади: лимани Бурнас і Хаджидер, Чорне море.